# Eustache le Peintre de Reims
Eustache le Peintre de Reims o Eustache de Rains (fl. 1225-1240) è stato un troviero originario di Reims.
Forse era un pittore, ma il nome peintre potrebbe anche riferirsi propriamente al nome di famiglia; del suo corpus poetico si sono conservati nei canzonieri solo sette composizioni. 
Eustache indirizza una delle sue canzoni, Amours, coment porroie chancon faire, a Guigues IV, conte di Forez e Nevers. Guigues aveva partecipato nella Crociata di Teobaldo I di Navarra nel 1239 e morì nel 1241; Il componimento poetico di Eustache venne probabilmente scritto durante questo periodo. 
Tutte le poesie di Eustache sono in decasillabi isometrici; le stanze sono di solito di otto versi in lunghezza con due rime. Le sue melodie sono semplici e documentate nella forma bar. Deve aver partecipato ai puys, poiché la sua Force d'Amours me destraint et mestroie in uno dei manoscritti viene classificata come una chanson couronnée (canzone incoronata, vale a dire, canzone premiata). 

## Opere
- Amours, coment porroie chancon faire
- Chanter me fait pour mes maus alegier
- Cil qui chantent de flour ne verdure
- Ferm et entier, sans fauser et sans faindre
- Force d'Amours me destraint et mestroie
- Nient plus que droiz puet estre sans raison
- Tant est Amours puissans que que nus die

## Fonti
- (EN)  Karp, Theodore. "Eustache Le Peintre de Reims." Grove Music Online. Oxford Music Online. url consultato il 20 settembre 2008.